# Tomáš Dvořák
Tomáš Dvořák (Gottwaldov, 11 maggio 1972) è un ex multiplista ceco, ex detentore del record mondiale del decathlon.

## Biografia
Tomáš Dvořák ha detenuto il record mondiale del decathlon dal 4 luglio 1999 al 27 maggio 2001 con 8 994 punti.
Si è ritirato dalle competizioni nel 2008, all'età di 36 anni, dopo aver fallito la qualificazione per i Giochi olimpici di Pechino 2008. Attualmente è un allenatore federale della Repubblica Ceca.

## Palmarès
| Anno                                   | Manifestazione    | Sede        | Evento    | Risultato | Prestazione | Note                                     |
| -------------------------------------- | ----------------- | ----------- | --------- | --------- | ----------- | ---------------------------------------- |
| In rappresentanza della Cecoslovacchia |                   |             |           |           |             |                                          |
| 1990                                   | Mondiali juniores | Plovdiv     | Decathlon | 17º       | 6 710 p.    |                                          |
| 1991                                   | Europei juniores  | Salonicco   | Decathlon | Argento   | 7 748 p.    |                                          |
| In rappresentanza della Rep. Ceca      |                   |             |           |           |             |                                          |
| 1993                                   | Mondiali          | Stoccarda   | Decathlon | 10º       | 8 032 p.    |                                          |
| 1994                                   | Europei indoor    | Parigi      | Eptathlon | 4º        | 6 061 p.    |                                          |
| 1994                                   | Europei           | Helsinki    | Decathlon | 7º        | 8 065 p.    |                                          |
| 1995                                   | Mondiali indoor   | Barcellona  | Eptathlon | Argento   | 6 169 p.    | Record nazionale                         |
| 1995                                   | Mondiali          | Göteborg    | Decathlon | 5º        | 8 236 p.    |                                          |
| 1996                                   | Europei indoor    | Stoccolma   | Eptathlon | Argento   | 6 114 p.    |                                          |
| 1996                                   | Giochi olimpici   | Atlanta     | 110 m hs  | Batteria  | 13"78       |                                          |
| 1996                                   | Giochi olimpici   | Atlanta     | Decathlon | Bronzo    | 8 664 p.    | Record nazionale                         |
| 1997                                   | Mondiali indoor   | Parigi      | Eptathlon | dnf       | dnf         |                                          |
| 1997                                   | Mondiali          | Atene       | Decathlon | Oro       | 8 837 p.    | Record dei campionati                    |
| 1998                                   | Europei indoor    | Valencia    | Eptathlon | 4º        | 6 175 p.    |                                          |
| 1998                                   | Europei           | Budapest    | Decathlon | 5º        | 8 506 p.    |                                          |
| 1999                                   | Mondiali indoor   | Maebashi    | Decathlon | 4º        | 6 309 p.    | Miglior prestazione personale            |
| 1999                                   | Mondiali          | Siviglia    | Decathlon | Oro       | 8 744 p.    |                                          |
| 2000                                   | Europei indoor    | Gand        | Eptathlon | Oro       | 6 424 p.    |                                          |
| 2000                                   | Giochi olimpici   | Sydney      | Decathlon | 6º        | 8 385 p.    |                                          |
| 2001                                   | Mondiali          | Edmonton    | Decathlon | Oro       | 8 902 p.    | Record dei campionati                    |
| 2002                                   | Europei indoor    | Vienna      | Eptathlon | Argento   | 6 165 p.    |                                          |
| 2003                                   | Mondiali indoor   | Birmingham  | Decathlon | 5º        | 6 005 p.    | Miglior prestazione personale stagionale |
| 2003                                   | Mondiali          | Saint-Denis | Decathlon | 4º        | 8 242 p.    | Miglior prestazione personale stagionale |
| 2004                                   | Giochi olimpici   | Atene       | Decathlon | dnf       | dnf         |                                          |
| 2005                                   | Mondiali          | Helsinki    | Decathlon | 8º        | 8 068 p.    |                                          |
| 2006                                   | Europei           | Göteborg    | Decathlon | 12º       | 7 997 p.    |                                          |

## Riconoscimenti
- Atleta europeo dell'anno (1999)